# Musée d'anthropologie de Vancouver
Les collections du Musée d'anthropologie de l'Université de Colombie Britannique  à Vancouver sont abritées dans un bâtiment moderne construit par Arthur Erickson.
Les nombreux artefacts et œuvres d'art exposés retracent l'histoire des premiers peuples de la Colombie Britannique. On peut notamment y admirer Raven and the First Men, une sculpture monumentale en bois de cèdre jaune du sculpteur Haida Bill Reid.

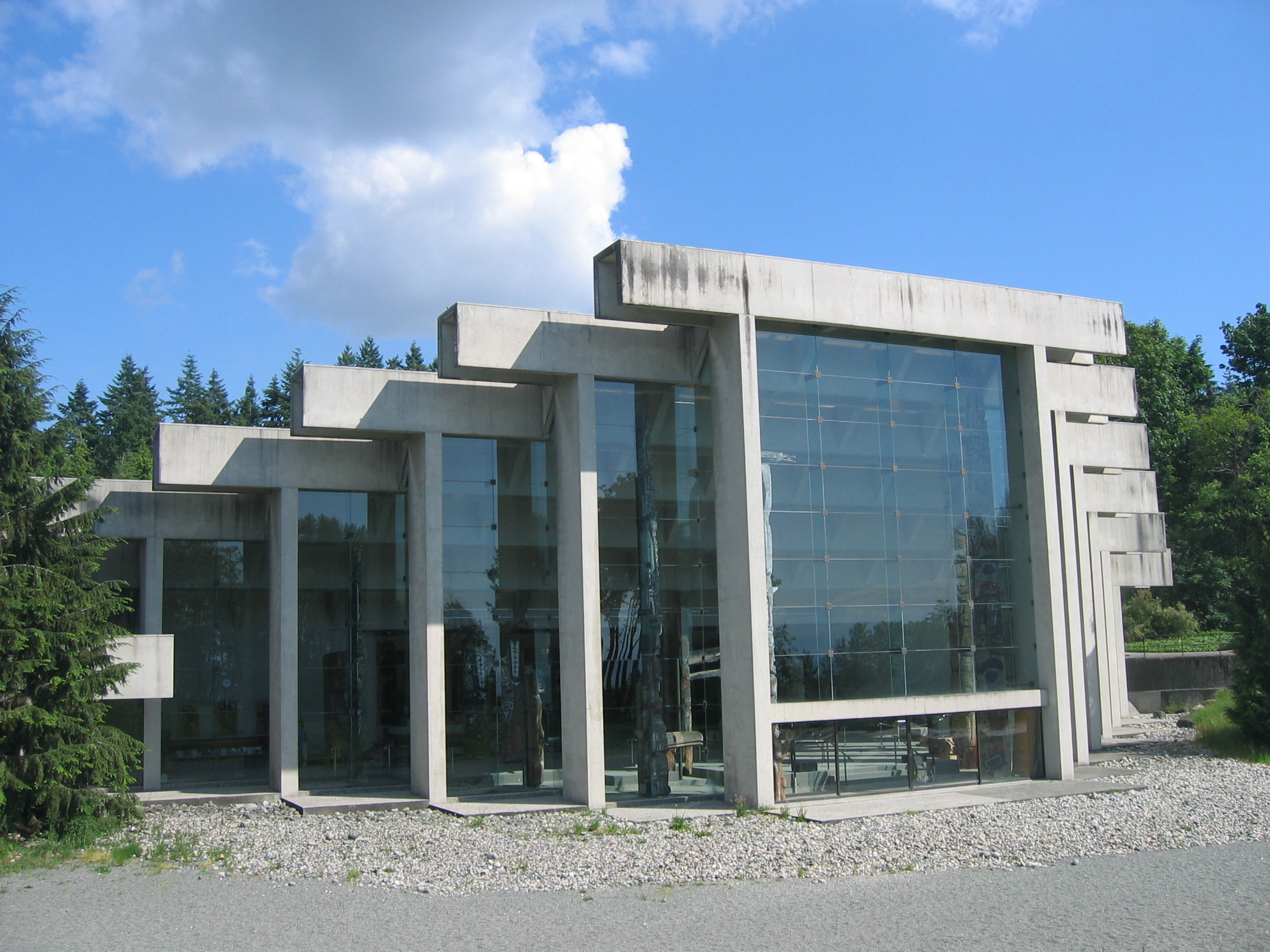
Musée d'Anthropologie de l'Université de Colombie Britannique
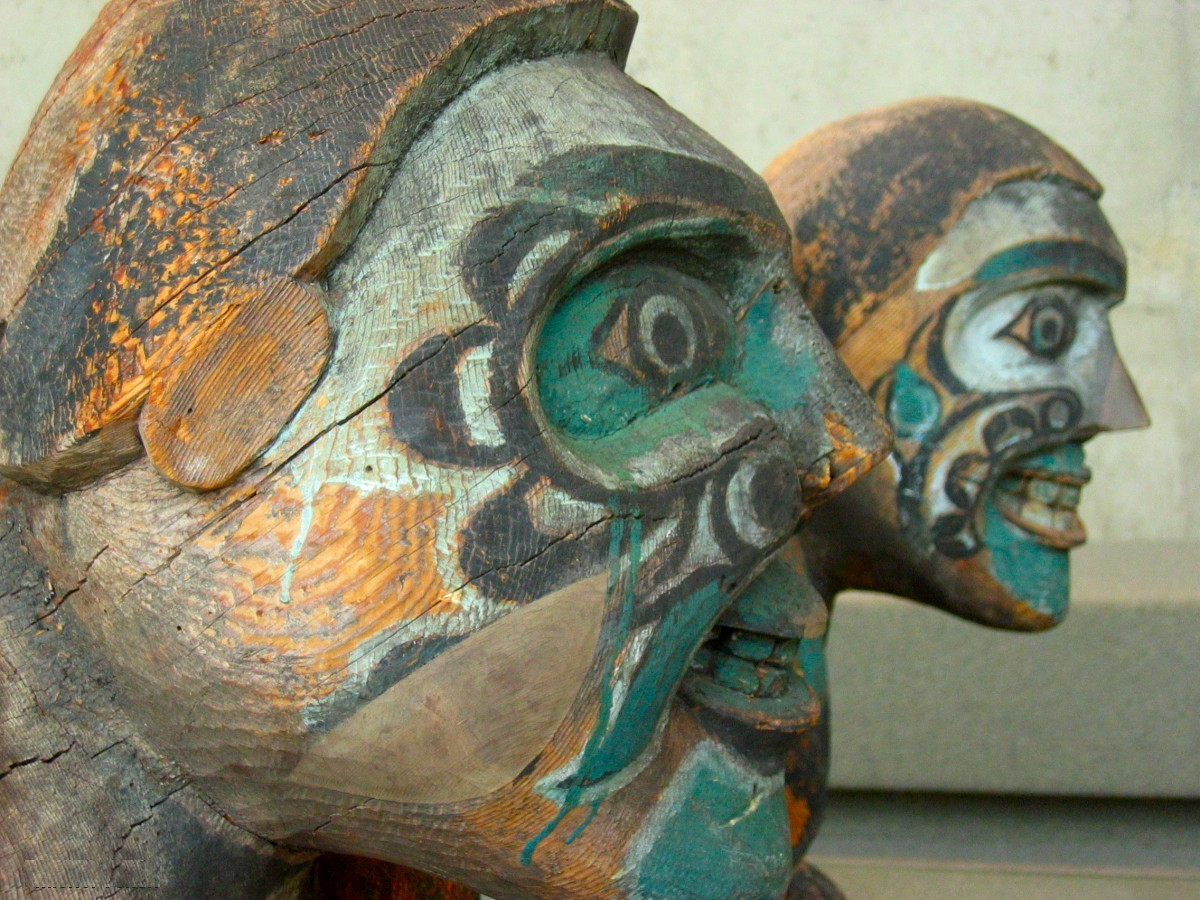
Sculpture en bois exposée au Musée d'anthropologie de Vancouv
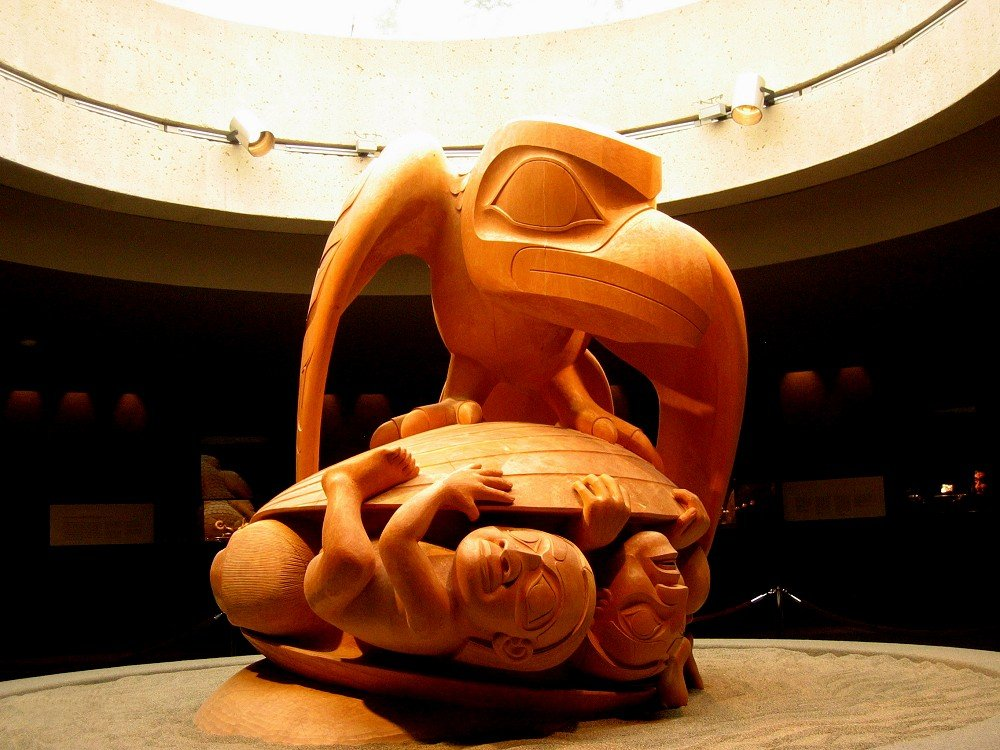
Raven and the First Mens de Bill Reid
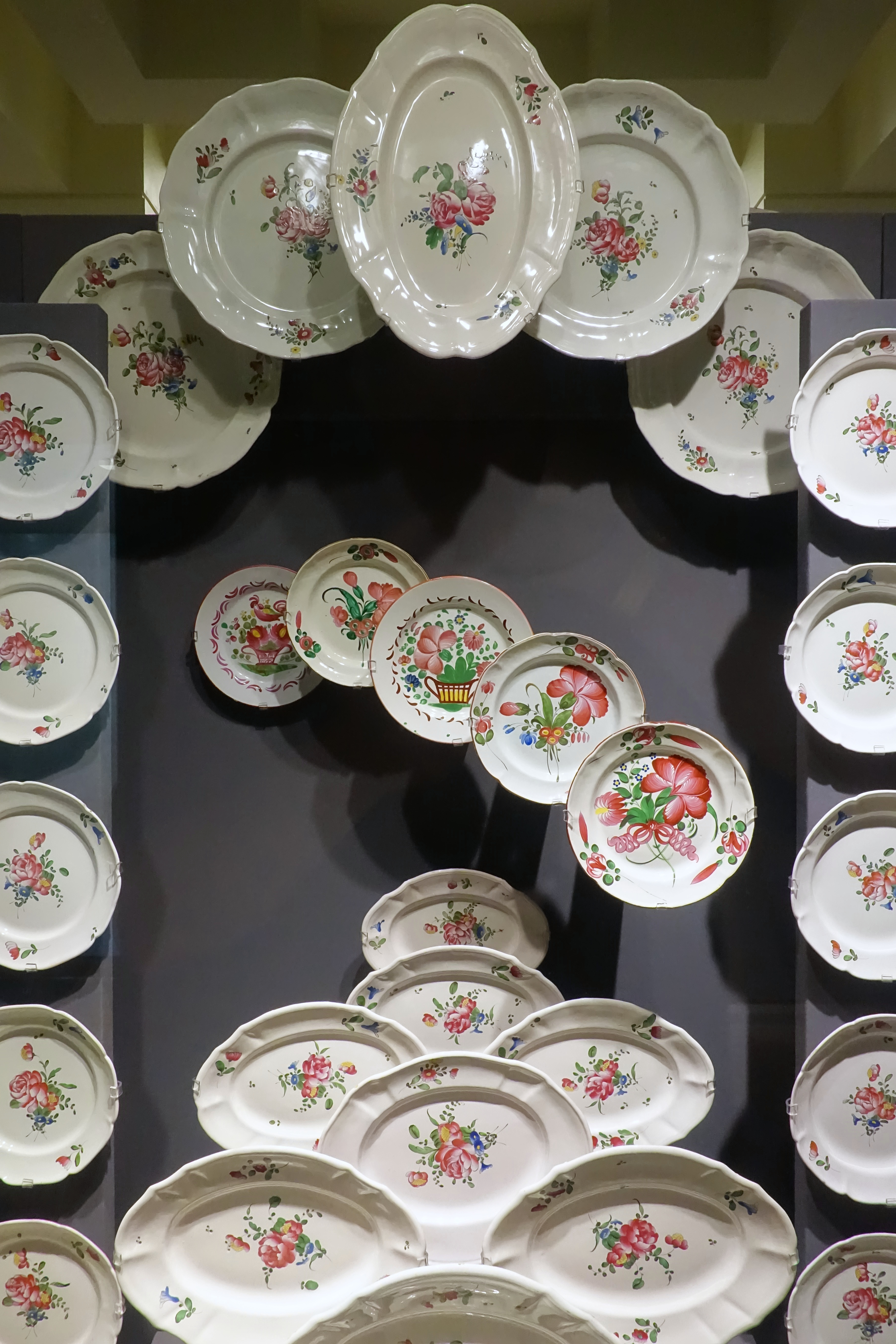
Assiettes de la Faïencerie de Niderviller et de la Faïencerie de Lunéville